# إدوين فرديناند
إدوين فرديناند (بالإنجليزية: Edwin Ferdinand)‏ (12 أكتوبر 1971 في سانت لوسيا - ) هو لاعب كرة قدم سانت لوسيا في مركز الهجوم. شارك مع منتخب سانت لوسيا لكرة القدم. أما مع النوادي، فقد لعب مع Caribbean Stars ‏ وNorthern United All Stars ‏.